# Sabi (Gambia)
Sabi ist eine Ortschaft im westafrikanischen Staat Gambia.
Nach einer Berechnung für das Jahr 2013 leben dort etwa 9987 Einwohner, das Ergebnis der letzten veröffentlichten Volkszählung von 1993 betrug 4734.

## Geographie
Sabi, in der Upper River Region Distrikt Fulladu East, liegt an der Hauptstraße, die von Basse Santa Su nach Süden nach Vélingara in der Region Casamance in Senegal führt. Sabi liegt ungefähr neun Kilometer von Basse Santa Su und ungefähr 13 Kilometer von Vélingara entfernt. Die senegalesische Grenze ist zwei Kilometer entfernt.
Zwischen Basse Santa Su und Sabi liegt vier Kilometer vor dem Ort der Sabi Forest Park.